# 大秦铁路股份
大秦铁路股份有限公司（上交所：601006）是中国的上市铁路公司之一，负责大秦铁路的运营。公司成立于2004年10月26日，由北京铁路局及多家煤電企業合資成立，其前身为北京铁路局大同铁路分局。2005年1月，公司收购了丰沙大铁路（大同—郭磊庄段）、北同蒲铁路（大同—宁武段）、口泉铁路支线和宁岢铁路支线，囊括整个大同铁路分局的经营性资产。2005年3月北京铁路局分立出太原铁路局后，大秦铁路（公司）被划归至太原局。2006年7月，大秦铁路股份有限公司在上海证券交易所公开发行股票，并于当年8月1日上市交易，是繼廣深鐵路股份有限公司1996年上市後，第二間中國國鐵轄下鐵路公司分拆上市。
2010年开始，太原铁路局实施体制改造，太原局下属运输主业资产由大秦铁路公司反向收购后装入上市主体，实现整体上市。
2018年12月大秦铁路公司，以20億人民幣投資擁有浩吉鐵路的蒙西華中鐵路股份有限公司3.34%。
2019年10月22日，大秦铁路公司以39.85億人民幣增持蒙西華中鐵路股份有限公司至10%。